# Michael Servetus

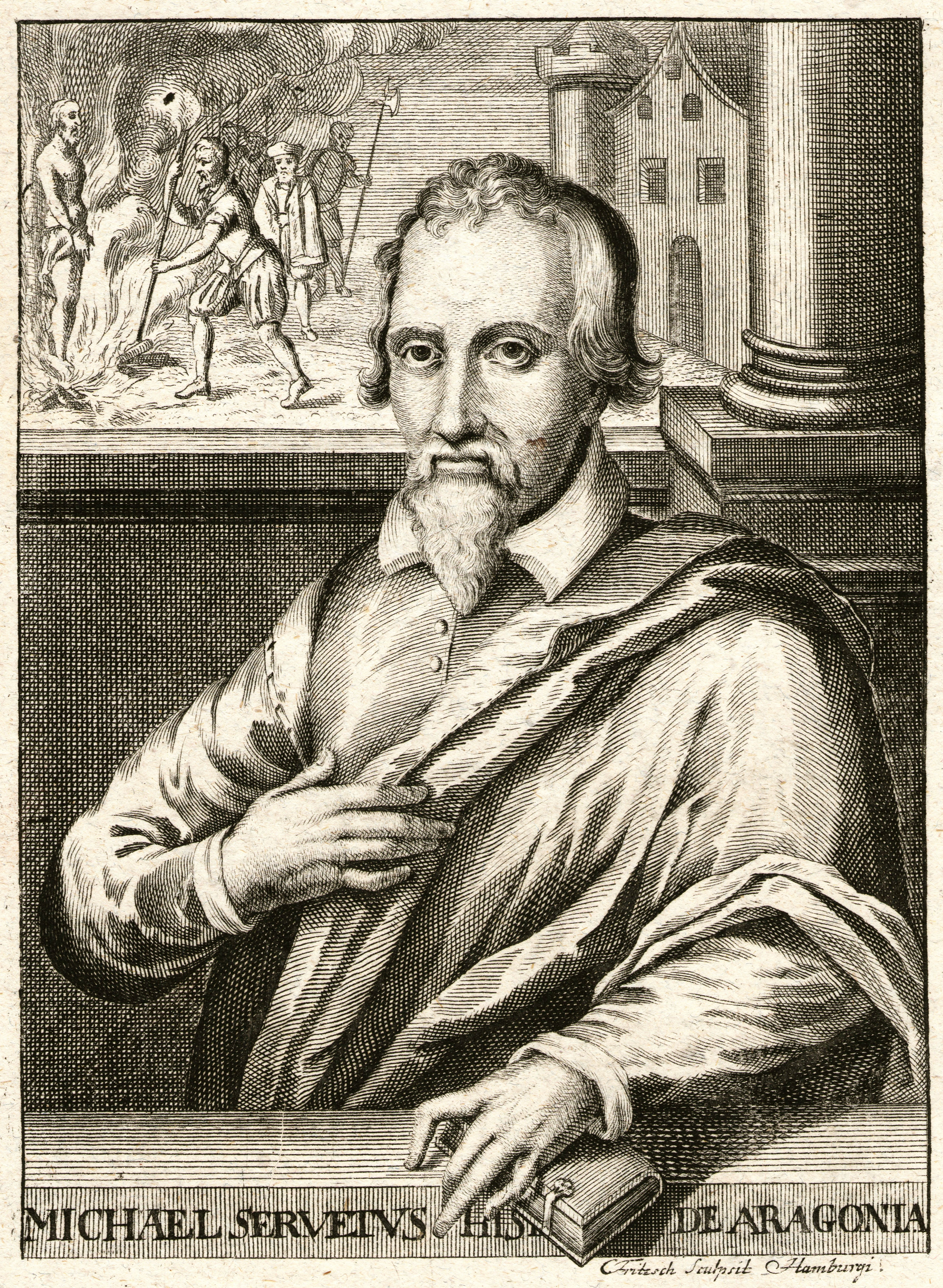
Michael Servetus, Stich aus dem 17. Jahrhundert

Michael Servetus (eigentlich Miguel Serveto y Reves; französisch Michel Servet; * 29. September 1509 oder 1511 in Villanueva de Sigena (Huesca) im damaligen Königreich Aragón, möglicherweise in Tudela Navarra; † 27. Oktober 1553 in Champel (Genf), Alte Eidgenossenschaft) war ein spanischer Arzt, humanistischer Gelehrter und antitrinitarischer Theologe. Er wurde vom Kleinen Rat der Stadt Genf unter Mitwirkung des theologischen Gutachters Calvin als Ketzer und Gotteslästerer zum Tod verurteilt und verbrannt.

## Leben und Wirken
Michael Servetus war ein Sohn des Notars Antonio Serveto in Villanueva. Um 1525 ging er in den Dienst des Franziskanermönchs Juan de Quintana († 1534), der ihn in den Humanismus einführte und ihm 1528 bis 1529 ein Studium der Rechtswissenschaften an der Universität Toulouse ermöglichte. Danach kam er im Gefolge Karls V. (1500–1558) in das Heilige Römische Reich, wo er weiter in den Diensten des kaiserlichen Beichtvaters Quintana stand und 1530 die Kaiserkrönung in Bologna miterlebte.
Nach seinen Bibelstudien versuchte er 1530 den Reformator Johannes Oekolampad in Basel für seine von der Kirchenlehre abweichenden Ansichten über die Trinität zu gewinnen, was jedoch nicht gelang. Er wandte sich im Oktober 1530 nach Straßburg, wo ihm Wolfgang Capito und Martin Bucer bekannt waren, und veröffentlichte in Hagenau sein trinitätskritisches Werk De trinitatis erroribus (1531). Der Rat zu Basel ließ einen Teil der Auflage vernichten und in Strassburg war der Verkauf verboten. Bucer urteilte, der Verfasser „sei würdig, daß man ihm die Eingeweide aus dem Leibe reiße“. Aus Furcht vor den Konsequenzen seiner häretischen Position veröffentlichte Servetus später auch unter dem Namen Michael Villanovanus (nach seinem Geburtsort Villanueva de Sigena).
Servetus suchte seine Ansichten in seiner Schrift Dialogi de trinitate (1532, ebenfalls in Hagenau erschienen) weiter zu begründen. Dann kehrte er nach Frankreich zurück und lebte meist in Paris oder Lyon, wo er ab 1534 als Korrektor und Herausgeber für die Druckerei Melchior und Gaspard Trechsel arbeitete. In Lyon lernte er auch Symphorien Champier kennen.
Servetus studierte Astrologie, Mathematik und Medizin und erwarb sich durch seine Herausgabe des Ptolemäus einen geachteten Namen als Geograph. Auch hatte er einen Namen als Arzt und Physiologe, namentlich durch seine bahnbrechenden Ausführungen über den von ihm in Europa erstmals (theoretisch) beschriebenen kleinen Kreislauf (Lungenkreislauf), als dessen Entdecker er lange Zeit galt. 1538 verteidigte er sich mit seiner Schrift Apologetica disceptatio pro Astrologia gegen eine Klage der Scharlatanerie, die von der medizinischen Fakultät der Pariser Universität angestrengt worden war.

## Verfolgung durch Calvin und Verurteilung und Tod in Genf
1536 begegnete er Johannes Calvin in Paris, der ihn einlud, die Trinitätsfrage zu erörtern, worauf Servet – aus Furcht, als Ketzer angezeigt zu werden – zunächst nicht einging.  Er studierte zusätzlich Philosophie, Geometrie, Theologie und Hebräisch. Johann Weyer freundete sich um 1537/38 in Paris mit Servetus an, den er dort unter dessen Decknamen Michael Villanovanus kennenlernte. Im Jahre 1540 erhielt er einen Ruf nach Vienne als Leibarzt des Erzbischofs Pierre Paulmier; diese Tätigkeit übte er neben seiner allgemeinen ärztlichen Praxis aus.
Von Vienne aus trat er 1546 durch Vermittlung des Verlegers Jean Frellon in eine Korrespondenz mit Calvin ein, deren Ton sich zunehmend verschärfte. Calvin schrieb an seinen Kollegen Farel: „… sollte Servetus einmal nach Genf kommen, würde er nicht lebendig weggehen“.

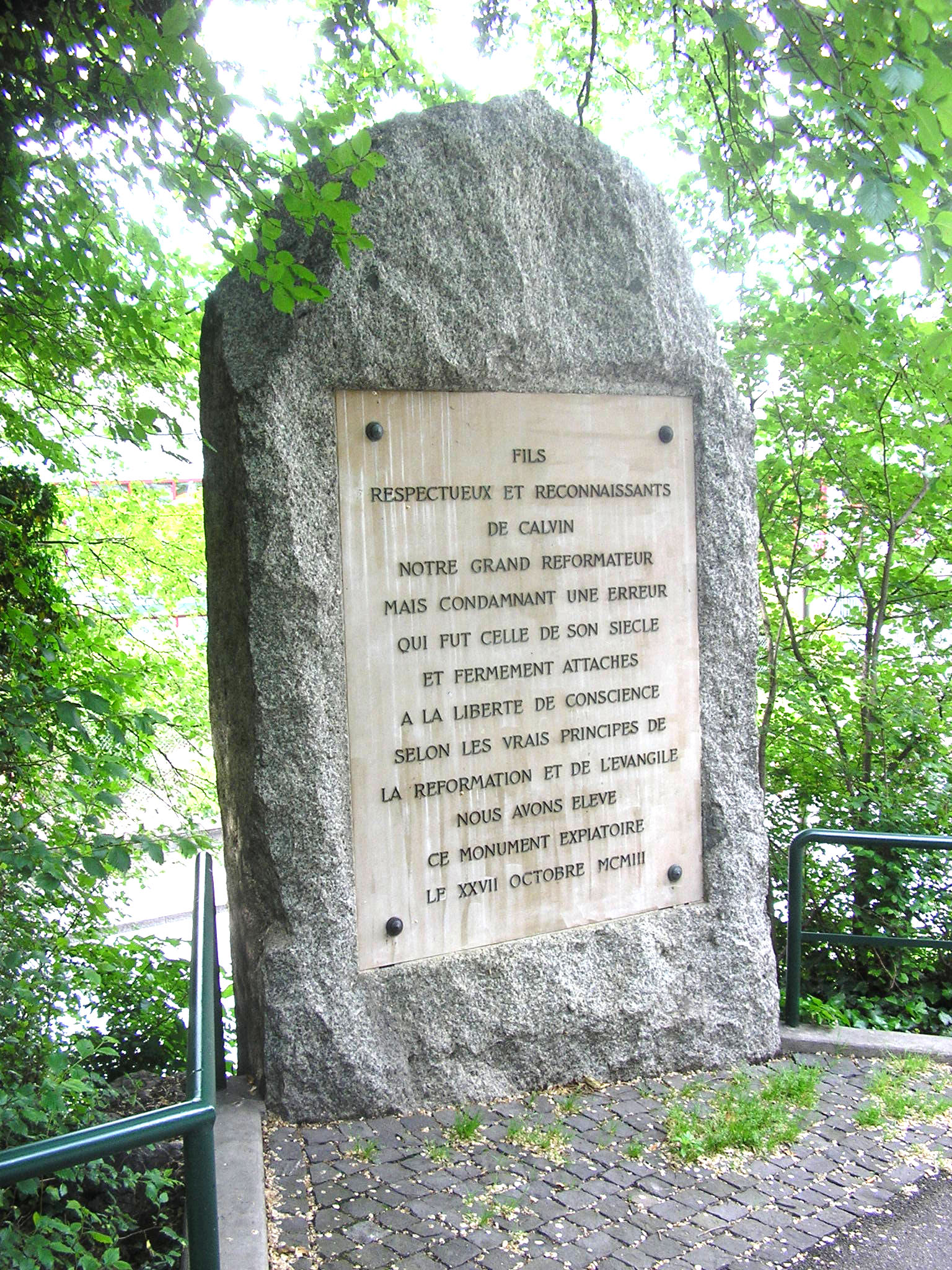
Servetus-Gedenkstein in Champel

Im Januar 1553 entfernte sich Servetus durch seine anonym bei Balthazard Arnoullet und Guillaume Guéroult in Lyon herausgegebene theosophische Schrift Christianismi Restitutio sowohl von der katholischen als auch von der protestantischen Lehre. Das Werk enthält auch dreißig Briefe von ihm an Calvin und wurde in verschiedenen Städten verbreitet. Über seinen Freund Guillaume de Trie in Lyon konnte Calvin ihn als Autor dieser Schrift identifizieren, und Servetus wurde vom Lyoner Hauptinquisitor verhaftet. Er konnte jedoch aus dem Gefängnis fliehen und mehrere Monate lang untertauchen. Mitte August 1553 wurde er auf Durchreise nach Neapel in Genf von Calvin erkannt, der sofort seine Verhaftung veranlassen konnte.
Bei ihren Ermittlungen wandten sich Genfer Behörden am 21. August nach Vienne, wo man Servetus’ sofortige Auslieferung verlangte. Servetus wurde vor die Wahl gestellt, ausgeliefert zu werden oder sich in Genf dem Gericht zu stellen. Er entschied sich für einen Prozess in Genf. Im folgenden Verfahren (14. August bis 26. Oktober 1553), das durch heftige theologische Auseinandersetzungen zwischen Servetus und Calvin gekennzeichnet war, erkannte auf Calvins Beharren hin die Mehrheit der Richter nach einem Gesetz, das in ihrem Land nicht wirksam war, für eine Tat, die nicht in ihrem Land begangen worden war, und für eine Person, die nicht ihrer Gewalt unterstand, auf die Todesstrafe. Das Urteil lautete wie folgt:
In dem Wunsch, die Kirche Gottes von solcher Ansteckung zu reinigen und von ihr dieses verfaulte Glied abzuschneiden... im Namen des Vaters und des Sohnes und des Heiligen Geistes... gebunden zu werden und an den Ort Champel geführt zu werden, und ebendort an einen Pfahl gebunden und lebendig verbrannt zu werden, zusammen mit deinem von deiner Hand geschriebenen und dem gedruckten Buch, solange bis dein Körper in Asche verwandelt ist.
Die Gutachten aus Basel, Bern, Schaffhausen und Zürich bestätigten dieses harte Urteil. Es gab in diesen Städten auch abweichende Meinungen unter den reformierten Theologen, die sich jedoch nicht durchsetzen konnten, wie Johann Lorenz von Mosheim es 1748 in seinem Werk Anderweitiger Versuch einer vollstandigen und unpartheyischen Ketzergeschichte darlegte.
Auf Drängen von Guillaume Farel, einem anderen in Genf wirkenden Reformator, billigte Calvin am 26. Oktober die Vollstreckung des Todesurteils auf dem Scheiterhaufen, war jedoch bei der Durchführung am nächsten Tag nicht anwesend. Die letzten überlieferten Worte von Servetus lauteten: O Jésus fils du dieu éternel, aie pitié de moi (deutsch: O Jesus, Sohn des ewigen Gottes, erbarme dich meiner). Pieter Overd’hage de Zuttere aus Gent, der die Hinrichtung als Augenzeuge miterlebt hatte, fertigte einen ausführlichen Bericht darüber an, in dem auch das Verhalten von Farel geschildert wird. Overd’hage soll das Exemplar der Christianismi Restitutio, das mit Servet verbrannt wurde, aus den Flammen geholt haben.

## Nachwirkung
Während Calvins reformatorischen Wirkens in Genf von 1541 bis 1564 ging der Kleine Rat, die Regierung der Stadt, gegen 60 Personen gerichtlich vor, wobei viele Verbannungen ausgesprochen und 23 Todesurteile gefällt wurden. Die Hinrichtung eines Protestanten durch andere Protestanten wegen Glaubensfragen löste selbst unter Calvinisten heftige Debatten aus. Von lutherischen Reformatoren wie Philipp Melanchton wurde die Verurteilung und Verbrennung Servetus dagegen als gerechtfertigte Strafe gutgeheissen.
Am folgenreichsten waren die Schriften, in denen sich der reformiert gesinnte Basler Theologe Sebastian Castellio kritisch mit der Verfolgung Servets auseinandersetzte. In mehreren Werken – darunter De haereticis, an sint persequendi (deutsch: Von den Häretikern und ob sie zu verfolgen seien) und Contra Libellum Calvini (Gegen das Büchlein Calvins) – argumentierte er gegen die strafrechtliche Verfolgung sogenannter Irrgläubiger, indem er sich nicht nur auf die Bibel und die Kirchenväter, sondern auch auf Martin Luther, andere Reformatoren und sogar Calvin selbst berief. Castellio erarbeitete darin eine Theorie der grundsätzlichen religiösen Toleranz, die sich im Zuge der Aufklärung in ganz Europa durchsetzen sollte. Für seine Kritik wurde Castellio von Calvin und seinen Mitarbeitern, insbesondere Theodor Beza, bis zu seinem Tode verfolgt.
Etwas weniger bekannt ist, dass auch der italienische antitrinitarische Täufer Camillo Renato ein lateinisches Gedicht verfasste, in dem er sich gegen die ungerechte Bestrafung Servets aussprach. Es erschien an seinem Wohnort Traona im Veltlin 1554 unter dem Titel In Ioannem Calvinum de iniusto Michaelis Serveti incendio (deutsch: Gegen Johannes Calvin über die ungerechte Verbrennung Michael Servetus’).
Der französische Philosoph Voltaire, der 1755 bis 1760 in Genf wohnte, nahm in seinem Artikel Dogmes im Dictionnaire Philosophique von 1765 Bezug auf den unmenschlichen Ketzerprozess gegen Michel Servet, den nach ihm Calvin verursacht habe. In seiner Geschichte der Sitten der Nationen widmete er Servet und Calvin das Kapitel 134.
Am 27. Oktober 1903, dem 350. Todestag Servets, wurde in der Nähe der Richtstätte der Servetus-Gedenkstein aufgestellt, dessen Wortlaut Servetus aber nicht einmal erwähnt und die von Calvin betriebene Hinrichtung als Ausdruck des „Irrtums seiner Zeit“ entschuldigt. Erst Jahrzehnte später wurde auf der Rückseite dieses Denksteins eine Ehreninschrift für Michael Servetus selbst hinzugefügt. Eine Straße zwischen der Einmündung der Avenue de la Rosaire in die Avenue de Beau-Séjour und dem Plateau de Champel trägt heute den Namen Rue Michel-Servet.

## Werke
- De trinitatis erroribus libri septem, [Hagenau] 1531 (deutsch: Der Irrtum der Dreifaltigkeit; online)
- Dialogorum de Trinitate libri duo, [Hagenau] 1532 (online)
- In Leonardum Fuchsium apologia, Lyon 1536 (siehe auch Leonhart Fuchs)[27]
- Syruporum universa ratio, Paris 1537 (online)
- In quendam medicum apologetica disceptatio pro astrologia, s. l. 1538
- Christianismi restitutio, [Vienne] 1553 (online)

Als Herausgeber
- Ptolemäus, Geographicae Enarrationis Libri Octo, Lyon 1535 (online).

Hinzu kommen etliche anonyme Veröffentlichungen.

## Ausgaben und Übersetzungen
- The Two Treatises of Servetus on the Trinity, Harvard University Press, Cambridge 1932.
- Charles Donald O’Malley (Übersetzer): Michael Servetus. A Translation of his Geographical, Medical and Astrological Writings with Introductions and Notes. American Philosophical Society, Philadelphia 1953.
- Christianismi Restitutio and Other Writings, The Classics of Medicine Library, Birmingham 1989.

## Literarische Bearbeitungen
- Wilhelm Nagel: Michael Servet. Trauerspiel in fünf Akten. Bremen 1849.
- Marie Andrae: Michael Servet. Ein Martyrium in Genf, Kulturhistorisches Zeitbild aus dem 16. Jahrhundert, Berlin 1887.
- Georg Ruseler: Michael Servet. Ein Trauerspiel aus der Zeit Calvins, Varel 1892.
- Albert J. Welti: Servet in Genf, Schauspiel in 5 Akten, Genf 1931, UA 7. November 1931, Stadttheater Bern.
- Stefan Zweig: Castellio gegen Calvin oder Ein Gewissen gegen die Gewalt (historischer Roman), Reichner, Wien u. a. 1936 (E-Text online); Fischer TB 2295, Frankfurt am Main 1983, ISBN 3-596-22295-8.
- Rosemarie Schuder: Serveto vor Pilatus (Roman), Berlin 1982.
- Antonio Orejudo: Feuertäufer (Roman), München 2005.